# Acroceratitis cognata
Acroceratitis cognata är en tvåvingeart som beskrevs av Hardy 1973. Acroceratitis cognata ingår i släktet Acroceratitis och familjen borrflugor. Inga underarter finns listade i Catalogue of Life.